# Стоктон (Ајова)
Стоктон (енгл. Stockton) град је у америчкој савезној држави Ајова. По попису становништва из 2010. у њему је живело 197 становника.

## Демографија
Према попису становништва из 2010. у граду је живело 197 становника, што је 15 (8,2%) становника више него 2000. године.
| Група             | 2000.       | 2010.       |
| Белци             | 176 (96,7%) | 183 (92,9%) |
| Афроамериканци    | 0 (0,0%)    | 3 (1,5%)    |
| Азијати           | 0 (0,0%)    | 0 (0,0%)    |
| Хиспаноамериканци | 6 (3,3%)    | 1 (0,5%)    |
| Укупно            | 182         | 197         |